# مسجد غرقه بازار (فضولي)
مسجد غرقه بازار (بالأذرية: Qarğabazar məscidi) أو Şah Abbas məscidi (Füzuli)، بالإنجليزية: Garghabazar Mosque، بالفارسية: مسجد غرقه‌بازار ) هو أحد المساجد القديمة في أذربيجان. يقع المسجد في بلدة غرقه بازار، بمقاطعة فضولي، أذربيجان. يُعرف هذا المسجد أيضًا باسم مسجد غياث الدين.

## التاريخ
يوجد على باب المسجد وصلات أبجدية؛ قائلة: "هذا المسجد بناه الحاج غياث الدين، عبد الله الصادق، في 1095 هـ" (1683-1684 ميلادي). لا يوجد لمسجد الحاج غياث الدين أي شرفة، وله قاعة واحدة فقط مبنية من مواد البناء المحلية مثل الحجر. سقف المسجد على شكل قوس. لم يتم استخدام أي خشب إلا في باب المدخل. تم بناء المسجد على تلة صخرية تقع في وسط القرية.